# Don Perlin
Don Perlin   (Nova York, 27 d'agost de 1929 - St. Johns, 14 de maig de 2024) va ser un dibuixant, escriptor i editor de còmics nord-americà. És conegut sobretot per Werewolf by Night de Marvel Comics, Moon Knight (un personatge que va co-crear), The Defenders i Ghost Rider. A la dècada de 1990, va treballar per a Valiant Comics, tant com a artista com a editor, on va co-crear Bloodshot.

## Biografia
Perlin va néixer el 27 d'agost de 1929 a la ciutat de Nova York i va créixer al barri de Canarsie a Brooklyn. Als 14 anys, va començar a estudiar art amb Burne Hogarth, que donava petites classes privades al seu apartament de Central Park West o en un "loft" llogat en un petit edifici a l'alta Broadway a Manhattan i els dissabtes al matí erem aproximadament la meitat, una dotzena d'estudiants". Un d'ells, el futur dibuixant de còmics Al Williamson, es va convertir en amic i col·lega. A mesura que la classe es va expandir i es va afiliar a l'escola Stevenson, Perlin ja no es va poder permetre el luxe d'assistir i va marxar; més tard va tornar com a estudiant quan Hogarth va cofundar l'Cartoonists and Illustrators School.

Va irrompre en la indústria a finals dels anys quaranta, recordant més tard: "La meva primera feina va ser per a una empresa anomenada Fox Features. Va ser una d'aquelles històries de policies i lladres. La vaig dibuixar a llapis, Pete Morisi la va entintar ". Els crèdits no es van donar habitualment a la majoria dels còmics fins als anys 60, cosa que va dificultar la identificació. El primer treball confirmat de Perlin és el dibuix a llapis i tinta la història de set pàgines, "Ghosts From the Underworld", d'un escriptor desconegut, a l'editorial Youthful's Captain Science núm. 3 (data de portada d'abril de 1951). Fins al 1952, va fer alguns còmics per a Ziff-Davis, Hillman Periodicals i Stanley Morse, abans de trobar el seu nínxol dibuixant històries de còmics de terror per a Harvey Comics, St. John Publications, Comic Media i la iteració de la dècada de 1950 de Marvel Comics, coneguda com a Atles Còmics. Va recordar que va passar tres setmanes com a artista fantasma dibuixant a llapis els dissenys de Jules Feiffer a la funció de còmics de Will Eisner en el diari The Spirit. Segons va recordar de l'experiència.
| «             | Vaig treballar com a il·lustrador tècnic, agafant plànols i convertint-los en vistes explosives tridimensionals. Vaig treballar per a una empresa que feia el catàleg de peces per als avions de línia Boeing. Aquests eren els llibres que els mecànics guardaven als hangars per poder encarregar les peces. Vam dibuixar tots els cargols, rentadores, cargols i tota la resta dels avions. Vaig arribar al punt que vaig pensar que podria entrar allà i desmuntar l'avió amb un tornavís. ... Em va agradar una mica. Era diferent. Després d'això vaig anar a treballar com a dissenyador d'envasos per a un fabricant de caixes de paper. Feia obres d'art simulades per a les caixes i després que fossin aprovades, vaig fer l'art preparat per a la càmera perquè es pogués imprimir. Vaig treballar-hi fins que un dels socis va fer alguns trucs amb els llibres i el lloc va sortir del negoci. | » |
| — Don Perlin, | |   |

Al voltant d'aquesta època, Perlin, Morisi i Sy Barry van llogar un estudi d'una habitació prop de Cooper Union a Manhattan per 35 dòlars al mes, i després van llogar espai a l'artista Al Gordon. El grup va abandonar l'estudi el 1953 quan Perlin va ser reclutat per l'exèrcit dels Estats Units.

De 1955 a 1958, Perlin es va concentrar en els còmic bèl·lic per a Charlton Comics, alhora que també va lliurar una tasca ocasional per a Atlas. La seva producció acreditada es va alentir després d'això, i va treballar en il·lustració tècnica i disseny de paquets durant diversos anys. Va recordar.
| «             | Anava a una entrevista de feina amb una altra empresa per fer enganxades i mecàniques. Això era abans dels ordinadors. Vaig entrar dilluns al matí i diumenge al matí vaig rebre una trucada de [l'editor en cap de Marvel Comics] Roy Thomas. Havia estat fent una feina de còmics a les nits quan tornava a casa després de treballar a les diferents feines diàries que tenia. Roy havia vist algunes de les històries de terror que havia fet per a DC. Em va parlar de dos llibres pels quals estaven buscant artistes i em va preguntar si m'interessaria? Un d'ells va ser Werewolf By Night i l'altre [la funció] "Morbius the Living Vampire" [al còmic Adventure into Fear]. Quan vaig anar a Marvel i vaig parlar amb ells, em van dir que l'home llop [còmic] era un mensual i Morbius [en] un [còmic] bimensual, així que vaig agafar el llibre mensual decidint que seria un gran treball. | » |
| — Don Perlin, | |   |

Fent còmics al vespre després de la feina, va dibuixar Robur the Conqueror, una adaptació d'una novel·la de Jules Verne sobre un geni boig de poder i el seu "aparell volador", per a The Gilberton Company 's Classics Illustrated núm. 162, amb la primera de les seves tres impressions de portada amb data de maig de 1961. El 1962 va començar un període d'11 anys dibuixant gairebé exclusivament per a Charlton, a través d'una varietat de gèneres, des de còmic bèl·lic fins a còmics romàntics fins a històries d'esports. Els treballs ocasionals per a altres companyies incloïen la sèrie de televisió vinculada a Hogan's Heroes núm. 4 (març de 1967), per a Dell Comics, i biografies de còmics de Thurgood Marshall i el Dr. Martin Luther King Jr. per a Fitzgerald Publications.

### Carrera posterior
El 1974 va començar una llarga associació amb Marvel, on va ser penciller a temps complet fins al 1987. Abans havia treballat com a autònom, inicialment en una història de Dr. Strange de l'escriptor Gardner Fox a Marvel Premiere núm. 5 (novembre de 1972), entintant Sam Kweskin (acreditat com a "Irv Wesley"), i col·laborant dos números de Thor. amb John Buscema l'any 1973, entre altres treballs, incloent-hi inclòs una mica per al rival DC Comics d'antologies sobrenaturals. Havia continuat en el dibuix comercial i el disseny de paquets com la seva principal feina durant tots aquests anys, va recordar Perlin, quan va tenir una oferta per tornar als còmics a temps complet:
| «             | Mentre feia els Transformers, [editor en cap] Jim Shooter em va demanar que vingués allà i treballés com a director d'art. El director d'art sènior de l'època era John Romita, el director d'art executiu. Jo era el que diries el director d'art gerent. [En aquella feina,] agafaria tres dibuixants joves en aparició, que estaven una mica lluny de ser professionals, els pagaria el salari mínim, sense cap tipus de prestació, sense baixa per malaltia ni vacances. Quan treballaves, et cobraven. Es van quedar un any per fer els canvis i correccions a l'obra. Els editors portaven les pàgines i les coses que volien canviar, corregir o arreglar o el que fos, i jo depenia de mi veure que s'havia fet. Estava entrenant aquests nois joves i després d'aproximadament un any estaven preparats per sortir a treballar. Aquest era l'objectiu principal d'aquella feina. Vaig ser professor més o menys. Vaig marxar d'allà per anar a Shooter quan va formar la seva nova empresa, Valiant Comics. | » |
| — Don Perlin, | |   |

Perlin va dibuixar Werewolf by Night núm.17–43 (maig de 1974 - març de 1977), una tirada que va presentar el personatge Moon Knight, co-creat amb l'escriptor Doug Moench. Es va convertir en l'artista habitual de la sèrie del motociclista sobrenatural, Ghost Rider de 1977 a 1981, i un grapat d'altres temes fins a 1983. També va contribuir amb històries protagonitzades per personatges com els Inhumans, Spider-Man i el Sub-Mariner.
Perlin i l'escriptor Roger cKenzie van desenvolupar la idea del Capità Amèrica candidat a l'oficina de president dels Estats Units. Marvel va rebutjar originalment la idea, però després seria utilitzada per Roger Stern i John Byrne a Captain America núm. 250 (octubre de 1980). McKenzie i Perlin van rebre crèdit per la idea a les cartes dels lectors davant la insistència de Stern. McKenzie i Perlin també varen rebre crèdit a la història de seguiment de What If? núm.26 (abril de 1981).

El 1980, Perlin va començar a treballar a Man-Thing amb Chris Claremont, començant amb un crossover amb Doctor Strange i continuant fins al penúltim número de la sèrie el 1981. De 1980 a 1986, Perlin va ser l'artista habitual (i amb més temps) al títol de l'equip de superherois The Defenders, que Perlin va dir que li va donar "l'oportunitat de dibuixar gairebé tots els personatges que Marvel tenia en un moment o altre". Perlin va dibuixar a llapis Transformers durant gairebé dos anys des de principis de 1986 fins a finals de 1987, i després es va convertir en director d'art de facto de Marvel, un paper que va exercir entre 1987 i 1991:
| «             | Jo dic que vaig treballar per a Will Eisner. El que va passar va ser que vaig entrar al seu despatx quan el company que havien fet The Spirit se'n va anar. Vaig entrar amb unes mostres i les van portar a Eisner, ell les va mirar i em va contractar. En aquell moment tenien una publicació que estaven fent anomenada PS revista; era una revista de manteniment mecànic per a l'Exèrcit. Em van donar una pissarra a la cantonada de l'oficina i em van deixar sol. Jules Feiffer l'estava escrivint. Ell, en aquell moment, estava a l'exèrcit estacionat a Governors Island... i venia el cap de setmana i escrivia una història, l'exposava aproximadament als taulers. Vaig entrar el dilluns i ho llapis. No vaig tornar a veure Eisner després d'aquella primera vegada. Vull dir, mentre hi treballava. | » |
| — Don Perlin, | |   |

Es va unir a Valiant Comics de Jim Shooter el 1991, dibuixant les sèries Solar, Man of the Atom i Bloodshot i editant Solar, Man of the Atom, Shadowman i Magnus Robot Fighter. Poc després de l'adquisició de Valiant a mitjans dels anys 90 per Acclaim Entertainment, Perlin va entrar en semi-jubilació. El seu darrer treball de còmics publicat des de fa força temps va ser dibuixant i entintitan la història de 12 pàgines "Caves of Castle Finn" a l'enllaç d'animació televisiva de DC Comics Scooby-Doo núm. 25 (agost de 1999). El 2012, Perlin va escriure una nova història de Bloodshot ("The Tablet") per a Bloodshoot: Blood of the Machine Hardcover, escrita per Kevin VanHook i entintada per Bob Wiacek, els seus col·laboradors originals a la sèrie.

## Vida personal i mort
Perlin estava casat amb Becky Perlin. La parella té dues filles i tres fills. Perlin va morir el 14 de maig de 2024, a l'edat de 94 anys.

## Premis
Perlin va guanyar el 1997 National Cartoonists Society Comic Books Award.